# 9972 Minoruoda

9972 Minoruoda

9972 Minoruoda eller 1993 KQ är en asteroid i huvudbältet som upptäcktes den 26 maj 1993 av den japanska astronomen Satoru Otomo i Kiyosato. Den är uppkallad efter Minoru Oda.
Asteroiden har en diameter på ungefär 9 kilometer.